# Помахнитала пена
Помахнитала пена (енгл. The Stuff) амерички је сатирични научнофантастични хорор филм из 1985. године, редитеља и сценаристе Ларија Коена, са Мајклом Моријартијем, Гаретом Морисом, Андреом Марковичи, Полом Сорвином, Скотом Блумом и Денијем Ајелом у главним улогама. Представља сатиру америчког начина живота и потрошачког друштва. Радња је фокусирана на мистериозну белу супстанцу ванземаљског порекла, која изазива зависност код људи. Фабрике јогурта почињу да је користе као свој тајни састојак, међутим супстанца убрзо претвара своје кориснике у зомбије.
Филм је сниман током августа и септембра 1984. на више локација у Њу Палтзу, Њујорку и Лос Анђелесу. Премијерно је приказан 14. јуна 1985, у дистрибуцији продукцијске куће New World Pictures. Упркос томе што није остварио комерцијални успех, филм је добио претежно позитивне оцене критичара.

## Радња
Неколико радника у каменолому откривају белу кремасту супстанцу ванземаљског порекла. Научници откривају да супстанца изазива зависност код људи што проузрокује да фабрике јогурта The Stuff почну да је користе као тајни састојак. Испоставља се да The Stuff има нежељена дејства и претвара људе у бића налик зомбијима. Група преживелих покушава да пронађе начин да се производња овог јогурта заустави.

## Улоге
| Глумац            | Улога                               |
| ----------------- | ----------------------------------- |
| Мајкл Моријарти   | Дејвид „Мо” Ратерфорд               |
| Андреа Марковичи  | Никол                               |
| Гарет Морис       | Чарлс В. Хобс „Чоколадни Чип Чарли” |
| Пол Сорвино       | пуковник Малком Громет Спирс        |
| Скот Блум         | Џејсон                              |
| Дени Ајело        | господин Викерс                     |
| Патрик О’Нил      | Флечер                              |
| Џејмс Диксон      | поштар                              |
| Александар Скурби | Еванс                               |
| Расел Најп        | Ричардс                             |
| Џин О’Нил         | научник                             |
| Кетрин Скалц      | конобарица                          |
| Џејмс Дјукс       | плинар                              |
| Питер Хок         | рудар                               |
| Колет Блониган    | Џејсонова мајка                     |
| Френк Телфер      | Џејсонов отац                       |
| Брајан Блум       | Џејсонов брат                       |
| Мира Сорвино      | радница у фабрици                   |
| Џон Њутон         | Хауард                              |
| Хари Валдман      | радник на капији                    |
| Николас де Тот    | Грисвалд                            |
| Брук Адамс        | глумица у реклами                   |
| Абе Вигода        | глумац у реклами                    |